# Track At Once
Track At Once (TAO) es un modo de grabación de discos ópticos. En este modo, el láser se detiene cada vez que finaliza una pista y vuelve a arrancar en la siguiente. Luego, al final de todas las pistas, graba la tabla de contenidos. De esta manera, queda un espacio en blanco entre pista y pista. Debido a esto, no cumple con las especificaciones de audio del Red Book. Los CD grabados con este sistema no son auténticos CD Digital Audio.